# Slovenská Ves

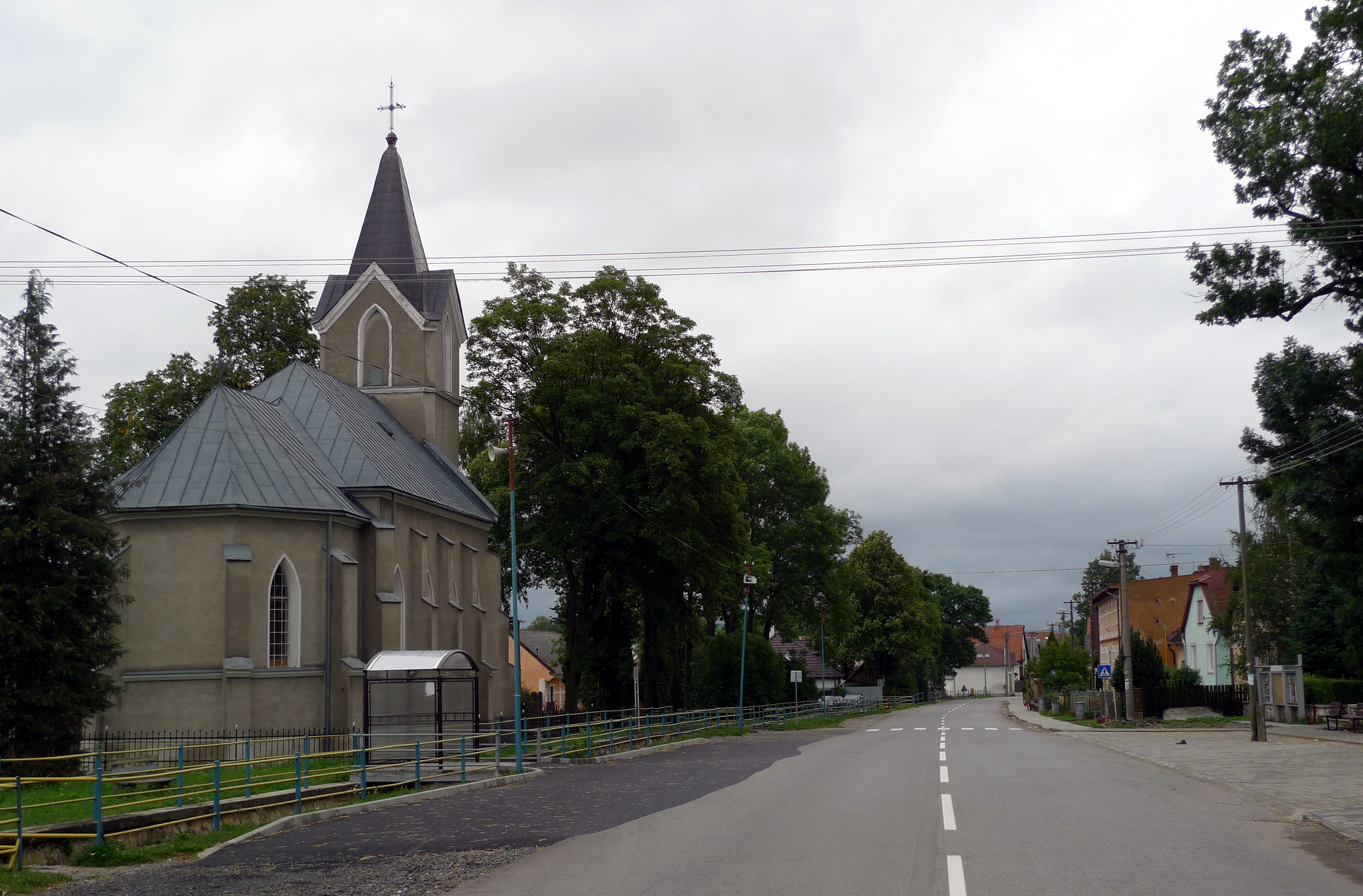
Slovenská Ves

Slovenská Ves (Hongaars: Szepestótfalu) is een Slowaakse gemeente in de regio Prešov, en maakt deel uit van het district Kežmarok.
Slovenská Ves telt 1.861 inwoners.